# کلیمت، کالیفرنیا
کلیمت (به انگلیسی: Klamath) یک منطقهٔ مسکونی در ایالات متحده آمریکا است که در شهرستان دل نورت، کالیفرنیا واقع شده‌است. کلیمت ۳۲٫۴۸۰ کیلومتر مربع مساحت و ۷۷۹ نفر جمعیت دارد و ۹ متر بالاتر از سطح دریا واقع شده‌است.